# Ignace Van de Woestyne
Ignace Van de Woestyne (Temse, 4 januari 1963) is een Vlaams wetenschappelijk onderzoeker en hoogleraar aan de KU Leuven campus Brussel.
In 1996 werd hij decaan van de faculteit Economische en Toegepaste Economische Wetenschappen (ETEW) van de Katholieke Universiteit Brussel. In 2000 werd hij directeur van het universitair rekencentrum van de KUB. Van de Woestyne verricht onderzoek naar onder meer de generatie en visualisatie van 3D-oppervlakmodellen van bestaande voorwerpen op basis van foto’s, wiskundige modellering en de ontwikkeling van computermodellen en visualisatiesoftware.
Tot 2002 was hij vice-rector van de KUB. Sindsdien werd hij ook actief als gastprofessor aan de Europese Hogeschool Brussel (EHSAL) voor Management Science (bedrijfskunde) in het Master of Business Administration-programma. Tegenwoordig is hij werkzaam in de Faculteit Economie en Bedrijfswetenschappen van de KU Leuven, waar sinds de integratie van 2013 ook de Campus Brussel een plaats heeft gevonden.

## Publicaties
- Ruled surfaces of constant mean curvature in 3-dimensional Minkowski space (1996)
- Fractals (1996)
- Geometry and Topology of Submanifolds IX (World Scientific, 1999)
- The Surface of Scherk: a minimal invariant under compression (1998)
- The surface of Scherk in E3, a special case in the class of minimal surfaces defined as the sum of two curves" (1998)
- Statistiek in de digitale beeldverwerking (1998)
- Basiscursus Internet en HTML (1998)
- Geheimhouding op het internet, een geheim? Een inleiding tot de cryptologie (1999)
- Geometry and Topology of Submanifolds IX (World Scientific, 1999)
- The surface of Scherk a minimal invariant under compression (2000)
- Beveiliging vroeger en nu ... en hoe wiskunde hierbij een handje helpt (Wiskunde en Onderwijs, 2000)
- Geheimhouding op het internet, een geheim? (2000)
- Het Cobb-Douglas model als model voor de nutsfunctie in de arbeidstheorie (2000)
- Inleiding tot de kansrekening en de statistiek (2005)

- DBLP: 71/8933
- Gemeinsame Normdatei: 142631094
- International Standard Name Identifier: 0000 0000 5093 8006
- Library of Congress Control Number: no2008123772
- Mathematics Genealogy Project: 125992
- ORCID: 0000-0002-4584-2784
- Système universitaire de documentation: 261031961
- Virtual International Authority File: 135649238
- WorldCat: E39PBJjXmQhPWhKdjDw7xfv8md